# 小見の方
小見の方（おみのかた / こみのかた、1513年（永正10年） - 1551年（天文20年））は、戦国時代の女性。斎藤道三の正室で、帰蝶（織田信長正室）の母。

## 生涯
江戸時代に編纂された『美濃国諸旧記』によれば、明智光継（美濃国明智長山城主）の娘として生まれる。明智光秀は甥にあたるとする説がある。
天文元年（1532年）、長井規秀（のちの斎藤道三）に嫁ぎ、天文4年（1535年）に女子（帰蝶）を儲けた。
天文20年（1551年）3月11日に肺病により死去。既に亡くなったことになっているが、『言継卿記』（山科言継の日記）には、永禄12年（1569年）8月1日付の日記に信長が（信長本妻の）姑に礼を述べるため会いに行くと記述があるため、当時の資料であるこちらの方が信憑性があるのでこの時点ではまだ存命したと考えられる。

## 登場作品

### 小説
- 国盗り物語（司馬遼太郎）

### テレビドラマ
- 国盗り物語（1973年、NHK 大河ドラマ）- 山本陽子
- 戦国乱世の暴れん坊 齋藤道三 怒涛の天下取り（1991年、テレビ朝日 新春大型5時間時代劇スペシャル） - 岩崎良美
- 国盗り物語（2005年、テレビ東京 新春ワイド時代劇）- 遠野凪子
- 濃姫（2012年、テレビ朝日）- 藤真利子
- 麒麟がくる（2020年、NHK大河ドラマ） - 片岡京子